# Georg I von Schaumberg
Georg I von Schaumberg (ur. 1390 w Mitwitz, zm. 4 lutego 1475) – biskup Bambergu w latach 1459–1475.
Pochodził z frankijskiej rodziny wolnych rycerzy Rzeszy, z rodu von Schaumberg. Oprócz niego do godności duchownych doszli:
- Martin von Schaumberg – biskup Eichstätt (1523-1590)
- Peter von Schaumberg – biskup Augsburga, późniejszy kardynał (1388-1469)
- Wandula von Schaumburg - opatka klasztoru Obermünster w Ratyzbonie (1536-1542)

Za jego rządów doszło do konfliktu z margrabią Brandenburgii Albrechtem Achillesem.
Jego poprzednikiem był Anton von Rotenhan a następcą Filip von Henneberg.